# (8190) Bouguer
(8190) Bouguer ist ein im inneren Hauptgürtel gelegener Asteroid, der am 20. Juli 1993 vom belgischen Astronomen Eric Walter Elst am La-Silla-Observatorium (IAU-Code 033) der Europäischen Südsternwarte in Chile entdeckt wurde. Er wurde aber auch schon früher gesichtet.
Der Himmelskörper wurde am 2. April 1999 nach dem französischen Astronomen, Geodäten und Physiker Pierre Bouguer (1698–1758) benannt, der international vor allem als Teilnehmer der Peru-Expedition, welche die Pariser Akademie zur genauen Bestimmung der Erdfigur durchführte, bekannt wurde und nach dem aufgrund seiner Untersuchungen zum Erdschwerefeld im 19. Jahrhundert die geophysikalisch wichtigen Bouguer-Schwereanomalien benannt wurden.
Durch seine Untersuchungen zur Lichtintensität wurde Bouguer zum Begründer der Fotometrie.